# کاظم‌آباد (ورامین)
کاظم‌آباد روستایی در دهستان بهنام عرب جنوبی بخش جوادآباد شهرستان ورامین استان تهران ایران است.

## جمعیت
بر پایه سرشماری عمومی نفوس و مسکن در سال ۱۳۹۵ جمعیت این مکان ۵۷ نفر (۱۵خانوار) بوده‌است.